# Escola de Futbol la Caserna
L'Escola de Futbol la Caserna, és un projecte d'origen popular i autogestionat que va començar a finals de 2017, dirigida entre altres educadors, pel futbolista Oleguer Presas que se'n va fer càrrec de forma altruista, els quals entrenen un equip de futbol mixt infantil a l'antiga caserna de la Guàrdia Civil del barri de la Creu Alta de Sabadell. El finançament de l'escola és a base de quotes voluntàries aportades per les famílies inscrites, que serveixen per comprar material pels entrenaments, llogar instal·lacions esportives per disputar partits amistosos, etcètera.
La Caserna de Sabadell era un edifici construït el 1911 per l'arquitecte Juli Batllevell que rebé aportacions de l'Ajuntament de Sabadell i també de mans privades perquè s'hi pogués allotjar la Guàrdia Civil amb l'objectiu d'incrementar la seva presència a la ciutat, amb la condició que, un cop es deixés d'utilitzar amb aquesta finalitat, l'edifici retornes al patrimoni municipal. El 1999 l'edificació passaria a ser de titularitat municipal, però poc després, es va produir un canvi de govern a la ciutat i l'alcalde Manuel Bustos signà una pròrroga d'ús de la Caserna. L'any 2017, després de diversos anys de lluites i reivindicacions, l'edifici va ser ocupat pel col·lectiu autogestionat "Volem la caserna", que dugueren a terme la neteja, pintar de nou, i adequar els diversos espais per tal d'aprofitar-los com a punt de repartiment d'aliments per la Plataforma d'Afectats per la Hipoteca, així com a zona esportiva on naixeria el projecte de l'Escola de Futbol La Caserna.